# Спеце (броненосец)
«Спеце» (греч. ΣΠΕΤΣΑΙ) — броненосец береговой обороны, построен по заказу греческого правительства между 1887—1890 по проекту французского адмирала Дюпона на верфи Forges et chantiers de la Méditerranée Гавр, Франция. Получил имя одного из трёх основных островов-оплотов греческого флота эпохи Греческой революции — острова Спеце. Соответственно два других корабля серии получили имена «Псара» и «Идра» в честь двух других островов.
Во время греко-турецкой войны 1897 года был флагманом Западной (Ионической) эскадры Димитриоса Криезиса, под непосредственным командованием капитана Г. Апостолиса. После потопления турками за 3 часа до начала войны у Превезы грузопассажирского судна «Македония» броненосец, вместе с другими кораблями эскадры, произвёл обстрел турецких крепостей на входе в  Амбракийский залив, но без особого успеха.
В Первую Балканскую войну был также флагманом эскадры капитана П. Гиниса, под непосредственным командованием капитана А. Вурекаса. Будучи уже довольно устаревшим, принял участие в греческих победах над турецким флотом в сражении у Элли и сражении у Лемноса. В период 1922—1929 корабль использовался как школа связи. В 1930 году был продан на лом.

## Предшественники
- Парусный корвет. В составе флота с 1828 года.
- Паровая канонерская лодка. В составе флота с 1881 года. В 1889 году переименована в «Актион».

## Наследники
- Спеце (эсминец). В составе флота с 1933 года
- Спеце (фрегат). В составе флота с 1996 года.